# Rumänska kronorden
Rumänska kronorden (rumänska: Ordinul Coroana României), är en orden instiftad den 14 mars 1881 av kung Carol I av Rumänien för att fira införandet av Kungariket Rumänien. Den utdelades som en statsorden fram till slutet av den rumänska monarkin 1947. Den återupplivades under 2011 som en dynastisk orden.

## Grader
Orden var indelad i fem grader, de flesta av dem med ett begränsat antal:
- Storkors (begränsad till 25)
- Storofficer (begränsad till 80)
- Kommendör (begränsad till 150)
- Officer (begränsad till 300)
- Riddare (obegränsat antal)

## Mottagare
- Jean-Baptiste Billot
- Max von Fabeck
- Josef Harpe
- William Horwood
- August Kanitz
- Gheorghe Manoliu[6]
- Hendrik Pieter Nicolaas Muller
- George Julian Zolnay[7]
- Erich Abraham (kommendörs grad)[8]
- Radomir Putnik
- Živojin Mišić
- Joseph Dietrich